# Gamma Force in Pit of a Thousand Screams
Gamma Force in Pit of a Thousand Screams ist ein Computerspiel in Form eines interaktiven Comics, der 1988 vom US-amerikanischen Publisher Infocom als Infocomic vermarktet wurde und nach heutigen Maßstäben eine Visual Novel darstellt.

## Handlung
Die namensgebende „Gamma Force“ ist eine Gruppe dreier Superhelden mit unterschiedlichen Superkräften: Die bogenschießende Elfe Elena ist eine Prinzessin. Ratchet, ein Mensch, der fliegen und in die Zukunft sehen kann, und Escobar, ein Wassermonster mit großer physischer Stärke, sind ausgebildete Raumschiffpiloten. Gemeinsam müssen sie im Auftrag einer Gruppe mystischer Kreaturen ihren Planeten von einem mächtigen Bösewicht befreien und die kosmische Balance zwischen Gut und Böse wiederherstellen.

## Spielprinzip und Technik
Grafikstil und Inhalte sind im Stil von Science-Fiction-Filmen der 1950er-Jahre gehalten. Technisch wurde der Comic durch colorierte Vektorgrafik realisiert, eingesetzt wurden auch Effekte wie Kameraschwenks, Zooms und Überblendungen. Die Verwendung skalierbarer Vektorgrafiken ging zu Lasten des Detailgrads der Grafiken, was von Kritikern negativ angemerkt wurde. Inhaltlich lässt sich an vordefinierten Stellen durch Drücken der Taste „Return“ die Erzählperspektive des Comics wechseln, indem der Spieler eine handelnde Figur auswählt, aus dessen Perspektive die Geschichte fortan erzählt wird. Der Spieler erfährt so andere Sichtweisen auf das Geschehen sowie Hintergründe, die ihm sonst verborgen geblieben wären. Weitere Funktionen sind ein Vor- oder Zurückspulen sowie ein Pausieren des Comics, das Einstellen der Ablaufgeschwindigkeit sowie das Setzen eines virtuellen Lesezeichens für den späteren Wiedereinstieg. Einige Szenen werden durch Soundeffekte untermalt.

## Entwicklungs- und Veröffentlichungsgeschichte
Die vierteilige Infocomics-Reihe war kein Wunschprojekt von Infocom, da die Firma es ablehnte, Spiele mit Grafiken zu produzieren. Das Entwicklungsstudio Tom Snyder Productions, das zuvor bereits Auftragsarbeiten für unter anderem Mindscape und Windham Classics erledigt sowie Lernspiele selbst entwickelt und vertrieben hatte, war mit der Idee, interaktive Comics zu entwickeln, an den Infocom-Eigentümer Activision herangetreten. Tom Snyder Productions hatte dafür eine Spiel-Engine entwickelt, die von Omar Khudari programmiert worden war, der die Firma bereits 1987 verlassen und die Papyrus Design Group gegründet hatte, die zu einem erfolgreichen Entwickler von Autorennspielen (zum Beispiel Grand Prix Legends) wurde. Activision forderte von Infocom seit geraumer Zeit, das Produktportfolio auszuweiten, und übte Druck auf die Firma aus, eine Kooperation mit Tom Snyder Productions einzugehen. Es wurde ein Vertrag über zunächst vier Spiele geschlossen, die den Auftakt für drei Serien bilden und idealerweise monatlich um jeweils eine neue Folge ergänzt werden sollten.
Gamma Force in Pit of a Thousand Screams ist das einzige Spiel der Reihe, das nicht auf einem Infocom-Spiel beruht, sondern eine komplett neue Spielwelt bietet. Programmiert wurde das Spiel von Tom Snyder Productions, die in der Infocom-Zentrale in Cambridge ein Büro zugewiesen bekamen. Die Autorin des Spiels war allerdings eine Infocom-Angestellte: Amy Briggs war die einzige Frau in der Autorenriege der Firma und hatte 1987 Plundered Hearts geschrieben. Gamma Force war das Ende ihrer kurzen Karriere als Spieleautorin. Sie hatte nach Plundered Hearts noch ein Konzept für ein Vampir-Adventure auf Basis von Werken der damals am Beginn ihrer Karriere stehenden Anne Rice entwickelt, das aber vom Infocom-Management abgelehnt wurde. Das Management wollte sie zu einer Zusammenarbeit mit dem ihr persönlich bekannten Schriftsteller Garrison Keillor bewegen, was Briggs aber ablehnte, bei Infocom kündigte und dem Spielebusiness den Rücken kehrte. Als letztes Projekt schrieb sie das Skript zu Gamma Force.
Wie auch den Autoren der beiden anderen Infocomics, Steve Meretzky und Elizabeth Langosy, wurden ihr keinerlei Vorgaben bezüglich der Ausgestaltung der Geschichte gemacht. In narrativer Hinsicht unterscheidet sich Gamma Force insofern von den beiden anderen Infocomics, als sich die komplette Geschichte erst durch mehrmaliges Spielen aus unterschiedlichen Perspektiven erschließt. Briggs’ inhaltlicher Startpunkt für die Geschichte von Gamma Force ist ursprünglich keine eigene Schöpfung. Tom Synder Productions hatte für die Präsentation Beispielgrafiken mit namenlosen Superhelden erstellt. Briggs griff diese Grafiken auf, entwickelte daraus die Superhelden-Gruppe Gamma Force und die Geschichte, die die Basis von Gamma Force in Pit of a Thousand Screams bildet.
Die Verkaufszahlen der Infocomics waren katastrophal niedrig und führten zu einer schnellen Einstellung der Serie. Unter den drei Serientiteln war Gamma Force derjenige mit den schlechtesten Absatzzahlen; bis inklusive März 1989 wurden lediglich knapp 12.000 Exemplare verkauft. Mitarbeiter von Infocom führten dies unter anderem auf geringe Werbebudgets sowie veraltete Plattformen zurück; 1988 spielten der Apple II und der Commodore 64 im Computergeschäft keine nennenswerte Rolle mehr. Die Spiel-Engine von Tom Snyder Productions lief auf diesen Heimcomputer-Systemen; für eine Anpassung an modernere 16bit-Rechner oder aktuellere Grafikstandards auf PCs stellte Activision kein Budget zur Verfügung.

## Rezeption
Das zeitgenössische US-amerikanische Printmagazin Computer Gaming World lobte „dynamische Animationen und interessant visualisierte Konflikte“, kritisierte aber die Grafiken als etwas grob und farblos und urteilte über die Soundeffekte, „je weniger man darüber spricht, desto besser“. Das Magazin stellte heraus, dass das Spiel eine klischeehafte, allerdings gut geschriebene „Kampf gegen das Böse“-Handlung habe und kaum Interaktivität biete: „Das ist schmerzloses Entertainment. Man nennt es Lesen.“ Rezensent Charles Ardai wertete außerdem, dass der einzige Ansatz zur Interaktivität mäßig gut gelungen sei, da die alternativen Betrachtungsperspektiven wenig neue Einsichten böten. Er befand das Konzept aber für interessant und äußerte Hoffnung, dass mit der Erfahrung der Autoren auch die Qualität der Infocomics zunehme.
Der Spielejournalist Nick Montfort bezeichnete Gameplay und Grafiken des Spiels als „uninteressant“, das Interface aber als Neuheit und möglicherweise einflussreich auf spätere Interactive-Fiction-Titel. Die Retro-Website The Good Old Days urteilte über alle Infocomics, dass visuelle Erzählungen nicht die Stärke von Infocom gewesen seien und die „schon damals nicht wirklich gut aussehenden“ Illustrationen nur ein Beiwerk gewesen seien, dass nicht zum Erleben der Story beigetragen hätten. Der Rezensent stellte heraus, dass die einzelnen sich verzweigenden Handlungsfäden größtenteils „zahlreiche kleine Schnipsel, die nicht unbedingt allesamt für sich gesehen verständlich sind“, darstellten und das Spiel in Summe eine einzige große Rückblende sei. Das Spiel wirke deshalb auf Neueinsteiger in das Medium abschreckend, Zielgruppe seien „sehr engagierte Leser“, die durch eine konsequent interaktiv erzählte Geschichte belohnt würden. Einige anwählbare Perspektiven seien aber für das Spielerlebnis kein Gewinn, sondern nur der Vollständigkeit halber eingefügt worden, wie etwa die Perspektive eines Wachroboters, der die meiste Zeit nur herumstehe, nur um abschließend von einer Superheldin zerstört zu werden.